# Murle (langue)
Le murle est une langue nilo-saharienne de la branche des langues surmiques parlée en Éthiopie et au Soudan du Sud.

## Écriture
| a | b  | c | d | ḏ | e | ɛ | g | i | j | k | l | m |
| n | ny | ŋ | o | ɔ | p | r | t | ṯ | u | v | w | z |

## Sources
- (en) Jonathan E. Arensen, « On comparing language relationships: a case study of Murle, Kacipo, and Tirma », Occasional papers in the study of Sudanese languages, SIL-Sudan, no 6,‎ 1989, p. 67-76 (lire en ligne)
- (en) Jonathan E. Arensen, Murle grammar, University of Juba, SIL et Institute of Regional Languages, coll. « Occasional papers in the study of Sudanese languages » (no 2), 1982 (lire en ligne)
- Rhonda L. Hartell, Alphabets de langues africaines, Dakar, BREDA (UNESCO) et Société internationale de linguistique, 1993 (OCLC 29327453, présentation en ligne)
- (en) Rhonda L. Hartell, Alphabets of Africa, Dakar, BREDA (UNESCO) et Summer Institute of Linguistics, 1993 (OCLC 35148690, présentation en ligne, lire en ligne)
- (en) Lino Locek Lokonobei et Nicolaas De Jong, « On the position of Boya in relation to Murle and Didinga », Occasional papers in the study of Sudanese languages, SIL-Sudan, no 6,‎ 1989, p. 77-93 (lire en ligne)
- (en) R. E. Lyth, The Murle language, University of Khartoum, coll. « Linguistic monograph papers » (no 7), 1971
- (en) Cynthia Miller, « Connectives in Murle epistolary texts », Occasional papers in the study of Sudanese languages, SIL-Sudan, no 5,‎ 1984, p. 81-134 (lire en ligne)